# Crenidorsum celebes
Crenidorsum celebes es un insecto hemiptero de la familia Aleyrodidae y la subfamilia Aleyrodinae.
Crenidorsum celebes fue descrita científicamente por primera vez por Martin en 1988.